# میواتن
میواتن (به لاتین: Mývatn) یک دریاچه در ایسلند است. دریاچه ای کم عمق است که در منطقه ای از آتشفشان فعال نه چندان دور از آتشفشان کرافلا در شمال ایسلند واقع شده‌است.
فعالیت بیولوژیکی بالایی دارد. در کنار دریاچه و تالابهای اطراف انواع آبشارها مخصوصاً اردک وجود دارد.
این دریاچه توسط فوران گدازه بازالتی بزرگ ۲۳۰۰ سال پیش ایجاد شده‌است، و چشم‌انداز اطراف آن تحت تسلط اراضی آتشفشانی از جمله ستون‌های گدازه و دریچه‌های ریشه دار قرار دارد. رودخانه پساب لاکسا به دلیل ماهیگیری غنی از ماهی قزل‌آلای خال‌سرخ و آزادماهی اطلس شناخته شده‌است.